# Bookmaker

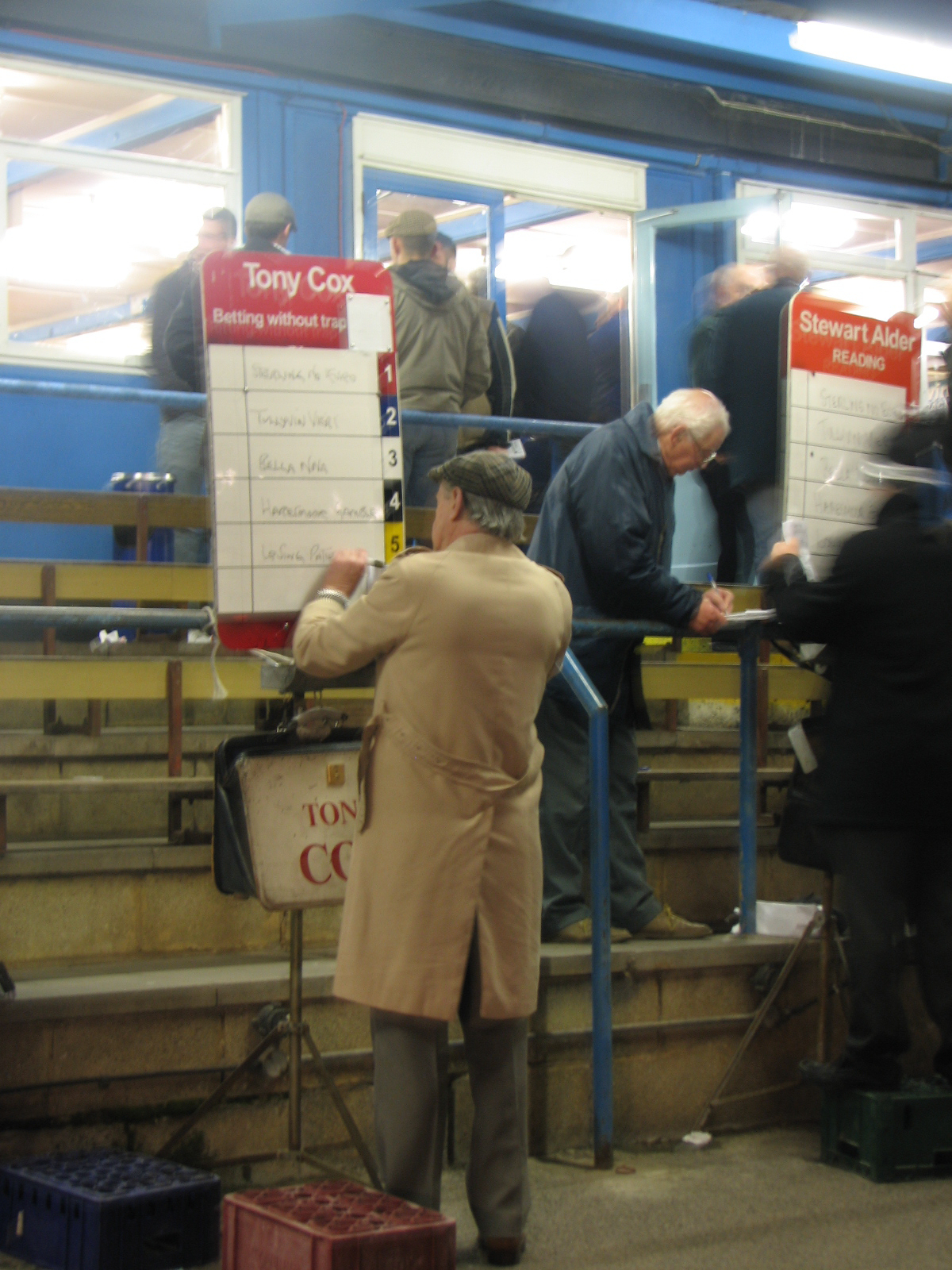
Bookmakers bij de hondenrennen in Reading

Bookmaker is de Engelse uitdrukking voor iemand die het mogelijk maakt om te wedden (gokken) op de uitslag van een wedstrijd, toernooi of gebeurtenis. In het Engels worden ze ook wel bookies of turf accountants genoemd. Ze kunnen zelfstandig werken of voor een organisatie.
Een bookmaker bepaalt wat de verhouding is tussen inzet en uitbetaling. Dit wordt gedaan door zogenaamde odds of noteringen. 
Noteringen geven aan hoe sportkenners de kansen van partijen schatten. Bij een grote winstkans (de kans dat de weddenschap ook daadwerkelijk uitkomt is groot) kan dit een luttel bedrag zijn. Bij een kleine winstkans (de kans dat de weddenschap ook daadwerkelijk uitkomt is zeer klein) kan dit een enorm bedrag zijn. 
Bij een notering van 3.50 krijgt de speler bij €5 inzet: 5x €3.50 = 17,50 winst. Vele bookmakers maken gebruik van een Europese notatie. Zo is 1.40 of 3.20 de Europese wijze om odds te noteren. Engelse bookmakers maken gebruik van fractional odds, bijvoorbeeld 7/1 dit betekent dat de speler bij €1 inzet €7 winst maakt.
Van oudsher zijn bookmakers gevestigd bij het paardenrennen (turf is een uitdrukking voor de paardenrenbaan) maar tegenwoordig kan men bij een bookmaker terecht voor allerlei soorten weddenschappen, zoals allerlei verschillende sport-weddenschappen (voetbal, tennis, formule 1) maar ook politieke (wanneer valt het kabinet?) of entertainment weddenschappen (wie wint het songfestival?).
Een vergelijkbaar principe is dat van voorspellingsmarkten die echter niet altijd een winstoogmerk hebben.